# Pınar Akyol
Pınar Akyol (née le 2 octobre 2003) est une athlète turque, spécialiste du lancer du poids.

## Biographie
Médaillée d'argent des Championnats d'Europe juniors 2019, elle remporte l'édition 2021 grâce à un lancer à 16,81 m. Cette même année, elle obtient la médaille d'argent aux Jeux de la solidarité islamique et aux Championnats du monde juniors. Elle obtient une nouvelle médaille d'argent aux Championnats du monde juniors 2022.

## Palmarès
| Date | Compétition                        | Lieu    | Résultat | Temps   |
| ---- | ---------------------------------- | ------- | -------- | ------- |
| 2019 | Championnats d'Europe juniors      | Borås   | 2e       | 16,19 m |
| 2021 | Coupe d'Europe des lancers espoirs | Split   | 1re      | 17,65 m |
| 2021 | Championnats d'Europe juniors      | Tallinn | 1re      | 16,80 m |
| 2021 | Jeux de la solidarité islamique    | Konya   | 2e       | 16,87 m |
| 2021 | Championnats du monde juniors      | Nairobi | 2e       | 16,72 m |
| 2022 | Coupe d'Europe des lancers espoirs | Leiria  | 1re      | 16,30 m |
| 2022 | Championnats du monde juniors      | Cali    | 2e       | 16,84 m |

## Records
| Épreuve         | Épreuve   | Marque  | Lieu     | Date            |
| --------------- | --------- | ------- | -------- | --------------- |
| Lancer du poids | Plein air | 17,65 m | Split    | 9 mai 2021      |
| Lancer du poids | Salle     | 17,46 m | Istanbul | 15 janvier 2022 |